# Togiak River
Der Togiak River ist ein 93 Kilometer langer Zufluss des Beringmeers im Südwesten des US-Bundesstaats Alaska.

## Geographie

### Verlauf
Er entspringt westlich der Wood River Mountains im Togiak National Wildlife Refuge aus dem Togiak Lake, fließt südsüdwestwärts und mündet bei Togiak in die Togiak Bay, eine Nebenbucht der Bristol Bay. Der Togiak River trennt die Wood River Mountains von den westlich gelegenen Ahklun Mountains.

### Nebenflüsse
Größere Nebenflüsse des Togiak Rivers in Abstromrichtung sind
- Ongivinuk River, links, vom Ongivinuk Lake
- Kemuk River (auch Narogurum River), rechts, vom Nenevok Lake
- Nayorurun River (auch Kashaiak River), rechts, vom Nagugun Lake
- Pungokepuk Creek, links, vom Pungokepuk Lake
- Gechiak Creek, rechts, vom Gechiak Lake

## Name
Die Bezeichnung der Ureinwohner Alaskas für den Fluss wurde 1852 von Kapitän Mikhail Tebenkov von der kaiserlich russischen Armee als „R(eka) Tugiyak“ dokumentiert. Die heutige Schreibweise verwendete erstmals Ivan Petroff bei einer Volkszählung im Jahr 1880.

## Fauna
Im Togiak River kommen alle fünf Lachsarten der nordamerikanischen Pazifikküste vor. Ferner gehören der Arktische Stint, die Regenbogenforelle, der Hecht, die Arktische Äsche sowie die Dolly-Varden-Forelle (Salvelinus malma) und der Wandersaibling zur Fischfauna des Flusssystems.